# Riu Musi
Musi és un riu de l'Índia al districte de Rangareddy a Andhra Pradesh, que neix a les muntanyes Anantagiri prop de Vikarabad, i corre en direcció a l'est durant 180 km quan rep al riu Aler per l'esquerra, prop de Chittur; llavors gira al sud-est i desaigua al riu Kistna prop de Wazirabad al districte de Nalgonda. El seu curs total és d'uns 240 km. Passa per Hyderabad (ciutat) a la que divideix entre la part vella (a la riba dreta) i la nova. Les rescloses d'Himayat Sagar i Osman Sagar abasteixen d'aigua a la ciutat. En un afluent es va construir el llac Hussain Sagar de 24 km, per abastir a la ciutat i pel reg de la zona. El nom antic del riu fou Muchukunda. La ciutat d'Hyderabad s'hauria fundat el 1591 quan va ser evident que la fortalesa de Golkonda no tenia prou lloc ni aigua, i s'hauria construït la nova capital (Hyderabad) al poble de Chichlam, d'on era originària l'antiga amant i després esposa (Hayder Begum) del sultà de Golconda Muhammad Kuli Kutb Shah, poble que estava situat a la riba del Musi. El 28 de setembre de 1908 va causar devastadores inundacions. Actualment és un dels rius més contaminats del món.